# Диоптаз
Диоптазът е наситено изумруденозелен до синкаво-зелен меден циклосиликатен минерал. Той е прозрачен до полупрозрачен. Блясъкът му е стъкловиден до субадамантинов. Формулата му е Cu6Si6O18·6H2 O (отчитан също като CuSiO2(OH)2). Има твърдост 5, същата като зъбния емайл. Специфичното му тегло е 3,28–3,35 и има две перфектни и една много добра посоки на разцепване. Освен това диоптазът е много крехък и с пробите трябва да се работи много внимателно. Това е тригонален минерал, образуващ 6-странни кристали, които завършват с ромбоедри.
Той е популярен сред колекционерите на минерали и понякога се нарязва на малки скъпоценни камъни. Може също да се стрие на прах и да се използва като пигмент за боядисване.

## История
Диоптазът е използван за подчертаване на ръбовете на очите на трите статуи от докерамичния неолит B, открити в Аин Газал, известни като Мика, Хейфа и Ной. Тези скулптури датират от около 7200 г. пр.н.е.
В края на XVIII век миньорите в мината за мед Алтън-Тюбе, Карагандинска област, Казахстан се натъкват на находище на диоптаз, което първоначално мислят за находище на изумруди. Те откриват фантастични кухини в кварцови вени във варовикова скала, пълни с хиляди лъскави прозрачни изумруденозелени кристали. Кристалите са изпратени в Москва, Русия, за анализ. Въпреки това по-ниската твърдост на минерала от 5 в сравнение с по-голямата твърдост на изумруда от 8 лесно го отличава. В крайна сметка през 1797 г. известният френски минералог Рене Жуст Хайю установява, че енигматичният минерал, открит в Алтън-Тюбе, е нов за науката и го нарича диоптаз (от гръцки, dia, „двоен“ и optos, „видим“), намеквайки за двете посоки на разцепване на минерала, които са видими вътре в неразбити кристали.

## Образуване
Диоптазът е необичаен минерал, срещащ се предимно в пустинни райони, където се образува като вторичен минерал в окислената зона на медни сулфидни минерални находища. Процесът на неговото формиране обаче не е прост. Окисляването на медните сулфиди трябва да е недостатъчно за кристализиране на диоптаза, тъй като силициевият диоксид обикновено е слабо разтворим във вода, освен при силно алкално рН. Окисляването на сулфидите ще генерира силно киселинни течности, богати на сярна киселина, която трябва да потисне разтворимостта на силициевия диоксид. Въпреки това при сух климат и с достатъчно време, особено в области на минерално находище, където киселините са буферирани от карбонат, малки количества силициев диоксид могат да реагират с разтворена мед, образувайки диоптаз и хризокола.
Мината Алтън-Тюбе в Казахстан все още предлага красиви екземпляри. Най-добрите екземпляри са намерени в мината Цумеб в Цумеб, Намибия. Диоптазът от Цумеб е прозрачен и много търсен от колекционерите. Диоптаз се среща и в пустините в югозападната част на САЩ. Друго класическо находище за фини екземпляри е Реневил, в Република Конго. Интересно находище е кариерата Малпасо в и близо до Агуа де Оро в Аржентина. 

## Употреба
Диоптазът е популярен сред колекционерите на минерали и понякога се нарязва на малки изумрудени скъпоценни камъни. Диоптазът и хризоколът са единствените сравнително често срещани медни силикатни минерали. Диоптазът никога не трябва да се излага на ултразвуково почистване или крехкият скъпоценен камък ще се счупи. Като смлян пигмент диоптазът може да се използва в боядисването. Прахът от диоптаз е токсичен поради съдържанието на мед и случайното му поглъщане може да доведе до сериозни здравословни проблеми.

## Галерия
- Диоптаз от мината Цумеб, Цумеб, Намибия
- Диоптаз с керусит, мина Кристоф, регион Кунене, Намибия. Размер: 6,9 × 5,7 × 4,8 cm
- Диоптаз върху хризокол, Отжикоту, регион Кунене, Намибия. Размер: 6,8 × 5,5 × 4,5 cm
- Кристал диоптаз, Кимбеди, Република Конго. Размер: 2,0 × 1,7 × 1,4 cm
- Чисти кристали диоптаз, мина Цумеб, Dioptase crystals, Цумеб, Намибия. Размер: 4 × 4 × 1 cm
- Диоптаз от платото Каоковелд, регион Кунене, Намибия. Размер: 2.5 × 2.1 × 2.0 cm